# N-esfera

A hiperesfera no espaço euclideano de dimensão 2, é a 2-esfera.

Em matemática, uma n-esfera (ou hiperesfera) é a generalização da «esfera» a um espaço euclideano de dimensão arbitrária. Em outras palavras, a n-esfera é uma hipersuperfície do espaço euclideano {\displaystyle \mathbb {R} ^{n+1}\ }, notada em geral {\displaystyle \mathbb {S} ^{n}\ }. Constitui um dos exemplos mais simples de variedade matemática.